# اندرو واکر
اندرو واکر (انگلیسی: Andrew Walker؛ زادهٔ ۹ ژوئن ۱۹۷۹) بازیگر و تهیه‌کننده فیلم اهل کانادا است. وی از سال ۱۹۹۴ میلادی تاکنون مشغول فعالیت بوده‌است.
از فیلم‌ها یا برنامه‌های تلویزیونی که وی در آن نقش داشته‌است می‌توان به پنجه فولادی، بخش فوریت‌های پزشکی، تئوری بیگ بنگ، سی‌اس‌آی: نیویورک، مهمانی ساحلی و سی‌اس‌آی: میامی اشاره کرد.